# Арагонська унія
Арагонська унія (араг. Unión Aragonesa ісп. Unión de Aragón) — антимонархічний рух аристократії та містян на землях Арагонської Корони в останній чверті тринадцятого століття. Його зусилля призвели до ряду статей, що підтверджують привілеї аристократії та великих міст, і обмежують вплив Арагонського монарха в цілому.
Причини для створення Унії були природними для Арагонської Корони, що складалася в різні часи з декількох розрізнених королівств, але завжди в її склад входили Арагонське королівство, Валенсійське королівство і більшість Каталонських графств, в першу чергу Барселонське. Всі ці землі змагалися один з одним за увагу монарха та щосили намагалися захистити свої привілеї і не допустити звеличення будь-якого іншого. В цей же час, король Педро III завоював Сицилійське королівство й іспанські домініони позбулися його патронату.
В той же час, папа Мартін IV оголосив Арагонский хрестовий похід, проти Педро III і його королівства, звільнивши його підданих від клятви вірності. Педро ввів високі податки для того, аби мати можливість фінансувати опір «хрестового походу» проти нього. У той же час аристократичні верхівки королівства, які вважали, що король повинен був порадитися з ними перш, ніж починати сицилійську кампанію, сформували Унію.
У 1283 році, представники знаті та міщани Арагона зібрали в Сарагосі кортеси, на яких поклялися відстоювати інтереси один одного. Через три місяці, каталонські кортеси проголосили подібну клятву в Таррагоні. В обох випадках Педро III був змушений визнати стародавні звичаї і фуерос, а також дати обіцянку збирати кортеси щорічно. Підсумком кортесів в Сарагосі стало підписання Педро III Privilegio General — Генеральних привілеїв.
У грудні 1286 року Унія збиралася в Сарагосі, а потім, в січні 1287 року в Теруель . Після коротких переговорів з Альфонсо III в травні 1287 року Унія вторглася до Валенсії, підтримавши короля в декількох битвах, до тих пір доки домініканський абат з Сарагоси, Валеро, не призначив збори в Сарагосі на 20 грудня. Унія домоглася численних поступок від слабкого Альфонсо, зафіксованих в Privilegio de la unión — привілей Унії. Привілеї були проголошені Унією «справжнім стражем арагонского закону» на землях Корони. Привілеї ж надавали багато королівські функції частині дворянства, через що ситуація в Короні Арагона була близька до анархії, особливо в період правління Педро IV . Данте Аліг'єрі розмістив Альфонсо в своєму «Чистилищі», поставивши його за воротами, за його участь у розгортанні хаосу в Європі того часу. Альфонсо, відгукнувся про це, сказавши, що «в Арагоні було стільки ж королів скільки і знаті» (ісп. „en Aragón había tantos reyes como ricoshombres“
Привілеями визначалося, що король не міг порушити кримінальну справу проти будь-якого дворянина без попереднього схвалення хустисьї, що діє з відома кортесів. Які збиралися один раз на рік, в листопаді, в Сарагосі. Якщо король хоча б раз порушував умови Привілеїв, то йому більш не треба було б коритися, і будь-які дії проти нього не вважалися б зрадою. Таким чином, король міг бути скинутий знаттю при будь-яких надзвичайних обставинах. До січня 1288 року Унія призначала королівських радників.
Хайме II відмовився визнавати дії Привілеїв і об'єднав Законом Союзу Унії землі Арагона, Валенсії і Каталонії під однією короною.
Унія Валенсії, була створена за зразком і подобою арагонскої.